# لش (شركة)
لَشّ للتجزئة المحدودة (بالإنجليزية: .Lush Retail Ltd) هي شركة بريطانية لبيع مستحضرات التجميل بالتجزئة، ويقع مقرها الرئيسي في بول، دورست، المملكة المتحدة. تأسست في عام 1995 من قبل عالم الشعر مارك قسطنطين وزوجته مو قسطنطين وخمسة مؤسسين آخرين. تمتلك لَشّ 951 متجراً حول العالم.
تدعي المنظمة أنها تستخدم فقط وصفات نباتية، 85٪ منها نباتية أيضًا. تدير الشركة متاجر في 49 دولة حول العالم، مع وجود معظم المواقع في الولايات المتحدة، بالإضافة إلى مرافق الإنتاج الموجودة في المملكة المتحدة، كندا، كرواتيا، ألمانيا، اليابان وأستراليا.

## منتجات
تنتج لَشّ الكريمات، الصابون، الشامبو، جل الاستحمام، المستحضرات، المرطبات، العطور، المقشرات، أقراص معجون الأسنان، الأقنعة، ومستحضرات التجميل الأخرى للوجه والشعر والجسم باستخدام وصفات خضرية أو نباتية فقط. في عام 2016، أنتجت لَشّ 41 مليون منتج، منها 13.3 مليون كرة استحمام. في يوليو 2012، بدأت لَشّ في بيع مجموعة المكياج إموشنل برليَنس (Emotional Brilliance)، والتي تشمل أحمر الشفاه السائل، الكحل السائل، الظلال الكريمية، والماسكارا. يتم تصنيع المنتجات المورقة في المصانع حول العالم بما في ذلك إنجلترا وكندا وكرواتيا وألمانيا وأستراليا.[بحاجة لمصدر أفضل]
قبل تأسيس لَشّ، كان جميع المؤسسين المشاركين مهتمين بالملونات النباتية، وخاصة الحناء. عندما تم تشكيل كوزماتيكس تو غو (Cosmetics-to-Go)، بدأ المؤسسون المشاركون في النظر في خيار تزويد ذي بودي شوب بمنتجات الحناء.

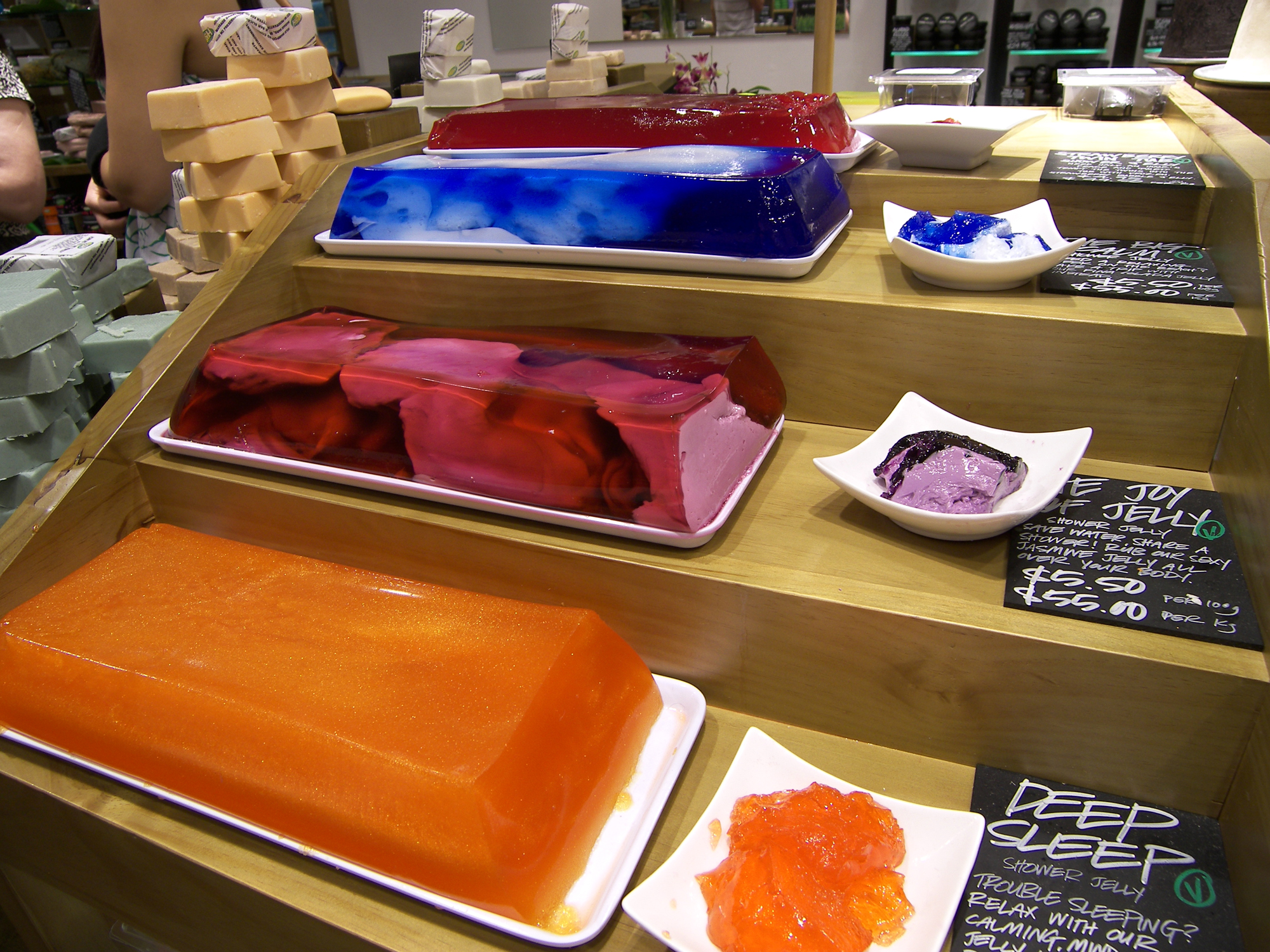
هُلام جل استحمام لَشّ

## أخلاقيات
لا تشتري لَشّ من الشركات التي تجري أي اختبارات على الحيوانات أو تمولها أو تكلف بها. إنهم يختبرون منتجاتهم على متطوعين بشريين.

## روابط خارجية
- الموقع الرسمي